# Національний музей Фінляндії
Національний музей Фінляндії (фін. Kansallismuseo) — музей, розташований у столиці Фінляндії — Гельсінкі. В експозиції музею представлено велику кількість експонатів пов'язаних з історією Фінляндії.

## Історія
Будівля національного музею Фінляндії спроєктована архітекторами Г. Гезелліусом, Е. Сааріненом і А. Ліндгреном, що працювали в архітектурній фірмі Gesellius-Lindgren-Saarinen. Розташована на проспекті Маннергейма. Будівництво будівлі було розпочато в 1905 у, завершено в 1910 році. У 1916 році музей був відкритий для відвідувачів. 

## Експозиція
Експозиція Національного музею розділена на шість частин. У ній представлені колекції монет, медалей, орденів і відзнак, срібло, ювелірні вироби та зброю. Багато експонатів знайдені при археологічних розкопках на території Фінляндії.
Стеля музею прикрашена фресками фінського художника Акселі Галлен-Каллела.